# SubTV (Buenos Aires)
SubTV es un canal de televisión de circuito cerrado que transmite en las estaciones del subterráneo de Buenos Aires. Sus contenidos llegan diariamente a más de 1,5 millones de usuarios del servicio. Según sondeos de mercado, el 75% de ellos mira sus programas.

## Historia
Luego una emisión de prueba realizada en la estación Tribunales de la línea D, el canal comenzó a operar en 1994 bajo el nombre de Vía Subte. Actualmente, sus programas pueden verse en todas las estaciones de las seis líneas de subterráneo (A,B,C,D, E y H).

## Programación
El canal transmite 16 horas de programación diaria (entre las 6 de la mañana y las 22 horas) que combinan formatos de entretenimiento, viajes, publicidad y campañas de bien público.
Uno de sus programas más conocidos es “Marketing al paso", un microprograma sobre marketing y marcas conducido por el periodista Claudio Destéfano.
A través de su pantalla también se han difundido programas orientados al público infantil como “Acerca de los Niños”, ciclos de viajes como “Recorrecaminos” y campañas de acción social de la Organización de Estados Iberoamericanos como “Todos a la escuela” y “La educación en valores”.